# Dwunastu (film)
Dwunastu, 12 (ros. 12) – rosyjski, pełnometrażowy film fabularny z 2007 w reżyserii Nikity Michałkowa; dramat sądowy, remake filmu Dwunastu gniewnych ludzi Sidneya Lumeta z 1957 roku .

## Główne role
- Siergiej Makowiecki – Przysięgły nr 1;
- Nikita Michałkow – Przysięgły nr 2;
- Siergiej Garmasz – Przysięgły nr 3;
- Walentin Gaft – Przysięgły nr 4;
- Aleksiej Pietrienko – Przysięgły nr 5;
- Jurij Stojanow – Przysięgły nr 6;
- Siergiej Gazarow – Przysięgły nr 7;
- Michaił Jefriemow – Przysięgły nr 8;
- Aleksiej Gorbunow – Przysięgły nr 9;
- Siergiej Arcybaszew – Przysięgły nr 10;
- Wiktor Wierżbickij – Przysięgły nr 11;
- Roman Madianow – Przysięgły nr 12;
- Apti Magamajew – Oskarżony.

## Fabuła
Dwunastu rosyjskich przysięgłych ma zadecydować o winie lub niewinności czeczeńskiego chłopaka oskarżonego o zamordowanie własnego ojczyma – byłego oficera Specnazu, który prowadził działania wojenne w Czeczenii. Tylko jeden z nich ma wątpliwości. Podczas kolejnych głosowań i dyskusji odkrywają, że młodzieniec został podstawiony.

## Nagrody i nominacje (wybrane)
Oscary za rok 2007
- Najlepszy film zagraniczny (nominacja)